# Zhongling, Chongqing
Zhongling (kinesiska: 钟灵) är en köping i sydvästra Kina. Den ligger i häradet Xiushan i storstadsområdet Chongqing, omkring 270 kilometer sydost om det centrala stadsdistriktet Yuzhong. Antalet invånare är 16 530. Befolkningen består av 7 832 kvinnor och 8 698 män. Barn under 15 år utgör 26,0 %, vuxna 15-64 år 61 %, och äldre över 65 år 12,0 %.